# Sebastolobus alascanus
Sebastolobus alascanus (tên tiếng Anh là shortspine thornyhead; nghĩa đen "xương sống ngắn đầu gai") là một loài cá trong họ Sebastidae. Chúng đôi khi cũng được gọi là "cá ngốc" hoặc "cá tuyết ngốc" do cái đầu và cặp mắt quá khổ của chúng. Chúng được tìm thấy ở Canada, Nga và Hoa Kỳ. Cá con S. alascanus trưởng thành chủ yếu sống trong vùng tối thiểu oxy (OMZ), và do đó cần có những thích nghi cụ thể để khắc phục các vấn đề do mức độ bão hòa oxy cực kỳ thấp. Được cho phép tăng tần suất thông khí trong thời gian tiếp xúc với điều kiện thiếu oxy dần dần, so với loài họ hàng Scorpaena guttata nông cạn hơn của chúng, cho phép S. alascanus bù đắp cho nồng độ oxy thấp vốn có trong OMZ. Hơn nữa, nồng độ lactate dehydrogenase tăng cao, đặc biệt là đồng dạng kỵ khí - LDH-A trong tim và cơ của S. alascanus, cho thấy một cơ chế thích ứng để sản xuất ATP trong điều kiện lượng oxy thấp.

## Miêu tả
Chúng có đầu lớn với một gờ gai khỏe, và một cơ thể thuôn dài đến chiều dài tối đa là 80 cm. Vây lưng có 15 đến 17 gai và 8 đến 9 tia mềm và vây hậu môn có 3 gai và 4 đến 5 tia mềm. Có một rãnh sâu ở vây ngực, và vây đuôi tròn. Màu sắc chung của loài cá này là đỏ tươi với nhiều sắc đen khác nhau trên vây và khoang mang màu nhạt. Loài cá này có thể sống đến 100 năm.

## Phân bố
Chúng có nguồn gốc từ vùng biển lạnh phía bắc Thái Bình Dương và được biết đến từ Canada, Alaska và Liên bang Nga. Độ sâu phạm vi sống của chúng là từ 17 đến 1.600 m, nhưng chúng thường được tìm thấy nhiều hơn ở độ sâu dưới 100 m.

## Tình trạng
Các đánh giá riêng biệt về nguồn cung cấp cho loài này ở vùng biển ngoài khơi Alaska, British Columbia và Bờ Tây Hoa Kỳ đều ước tính là tốt (trên giới hạn quản lý) và việc đánh bắt quá mức không xảy ra. Tình trạng IUCN của chúng là "loài nguy cấp" dựa trên đánh giá được thực hiện vào năm 2000.